# Zgromadzenie Narodowe (Ekwador)

Logo Zgromadzenia Narodowego Ekwadoru

Zgromadzenie Narodowe (hiszp.: Asamblea Nacional) pełni funkcję parlamentu Ekwadoru, w miejsce rozwiązanego w listopadzie 2007 Kongresu Narodowego. 
Pierwsze wybory odbyły się 26 kwietnia 2009. Zwycięstwo odniosła – uzyskując 52% głosów – Alianza PAIS, założona w 2006 przez Rafaela Correę obecnego prezydenta i szefa rządu Ekwadoru. Przewodniczącym parlamentu jest należący do zwycięskiej partii Fernando Cordero Cueva.

## Podział miejsc po wyborach 2021
- RC (47)
- Ruch na rzecz Nowego Państwa - Pachakutik (24)
- Partia Chrześcijańsko-Społeczna (15)
- Lewica Demokratyczna (14)
- CREO (13)
- Partia Społeczeństwa Patriotycznego (1)